# Anoye
Anoye es una comuna francesa situada en el departamento de Pirineos Atlánticos, en la región de Nueva Aquitania.

## Demografía
| 171 | 123 | 111 | 121 | 139 | 142 | 136 |
| Para los censos de 1962 a 1999 la población legal corresponde a la población sin duplicidades (Fuente: INSEE [Consultar]) |     |     |     |     |     |     |